# Кармайкл, Франклин
Франклин Кармайкл (англ. Franklin Carmichael; 4 мая, 1890 — 24 октября 1945) — канадский художник, самый молодой участник Группы семи.

## Биография
Франклин Кармайкл родился в 1890 году в Ориллии, Онтарио. Его отец занимался изготовлением конных экипажей. В возрасте 20 лет Кармайкл уехал в Торонто и поступил в Колледж искусств Онтарио, где учился у Уильяма Крюйкшенка и Джорджа Рида. В 1911 году поступил на работу в качестве ученика в Grip Ltd., получая два с половиной доллара в неделю. В это время он присоединяется к Тому Томсону и другим художникам, которые совершенствовали свой художественный стиль, выезжая в выходные на этюды.
В 1913 году Кармайкл переехал в Бельгию, чтобы продолжить учиться живописи, но из-за Первой мировой войны был вынужден вернуться в Канаду. Значительное влияние на молодого художника оказал Том Томсон, с которым он в 1914 году делил мастерскую в Студио-билдинг.
В 1915 году Кармайкл женился на Аде Лилиан Вент.
Вместе с Альфредом Кассоном и Фредериком Бригденом Кармайкл в 1925 году основал Общество акварелистов Онтарио. Он также стоял у истоков Канадской группы художников, образованной в 1933 году, несколько членов которой затем присоединились к Группе семи. С 1932 по 1945 годы Кармайкл преподавал в Колледже искусств Онтарио.
Известный искусством акварели, Кармайкл создал множество пейзажей Онтарио. Его современница Эмили Карр считала работы Кармайкла «в некоторой степени приятными, слишком бледными, но всё-таки доставляющими удовольствие».

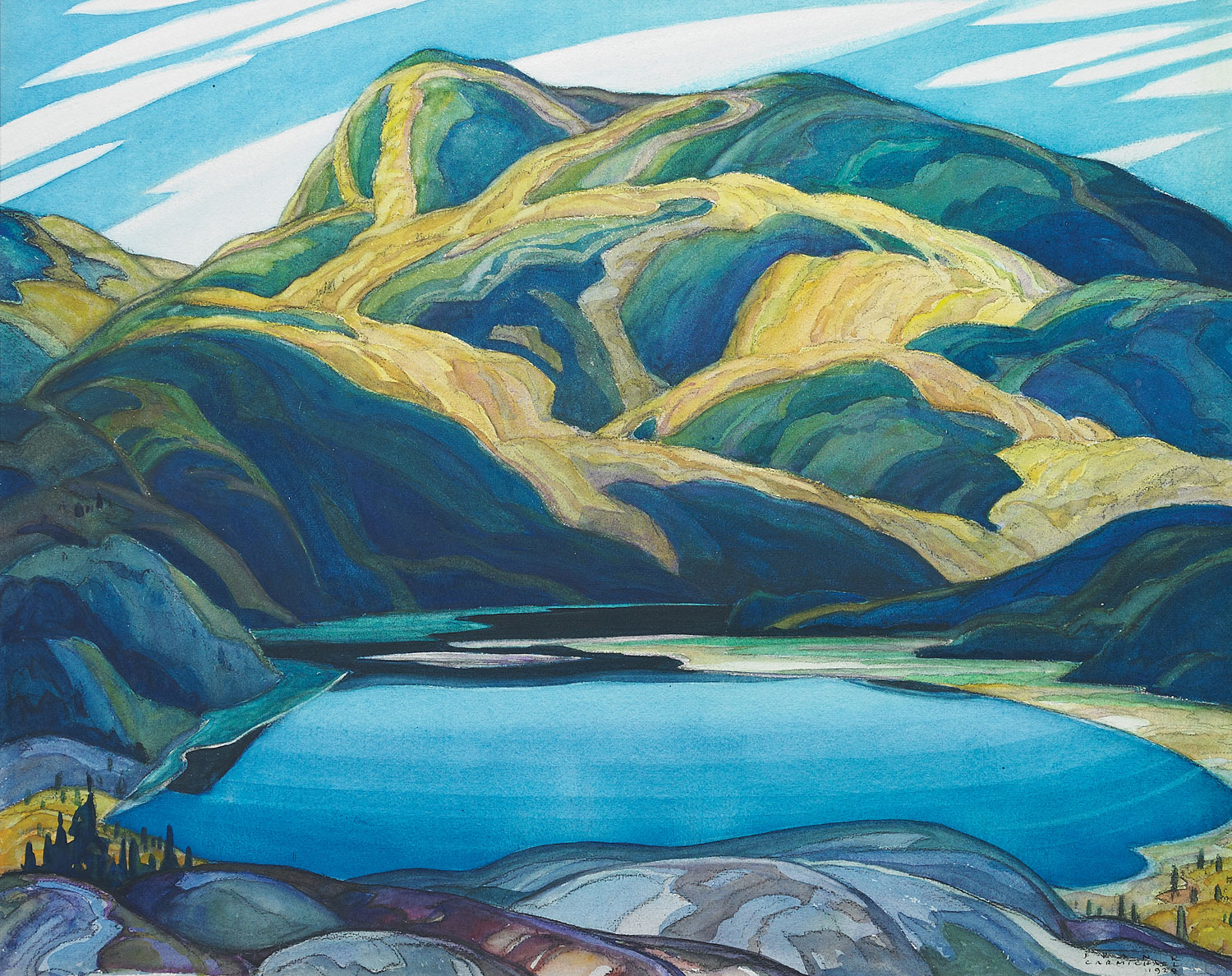
«Одинокое озеро»

Акварель 44х55 см под названием «Одинокое озеро» (англ. Lone Lake), созданная в Кармайклом в 1929 году, стала наиболее яркой работой, участвовавшей в большой распродаже канадского искусства в мае 2012 года на весеннем аукционе произведений искусства Джойнер Уэддингтон в Торонто, Онтарио. Её итоговая цена составила $330 400, включая 18-процентный сбор аукционного дома. На этой картине изображено маленькое озеро Кармайкл-Лейк в горах Ла-Клош парка Килларни возле Садбери, Онтарио.
Кармайкл скончался в Торонто 24 октября 1945 года и был похоронен на кладбище Сент-Эндрю и Сент-Джеймса в Ориллии, Онтарио.